# Annie Taylor

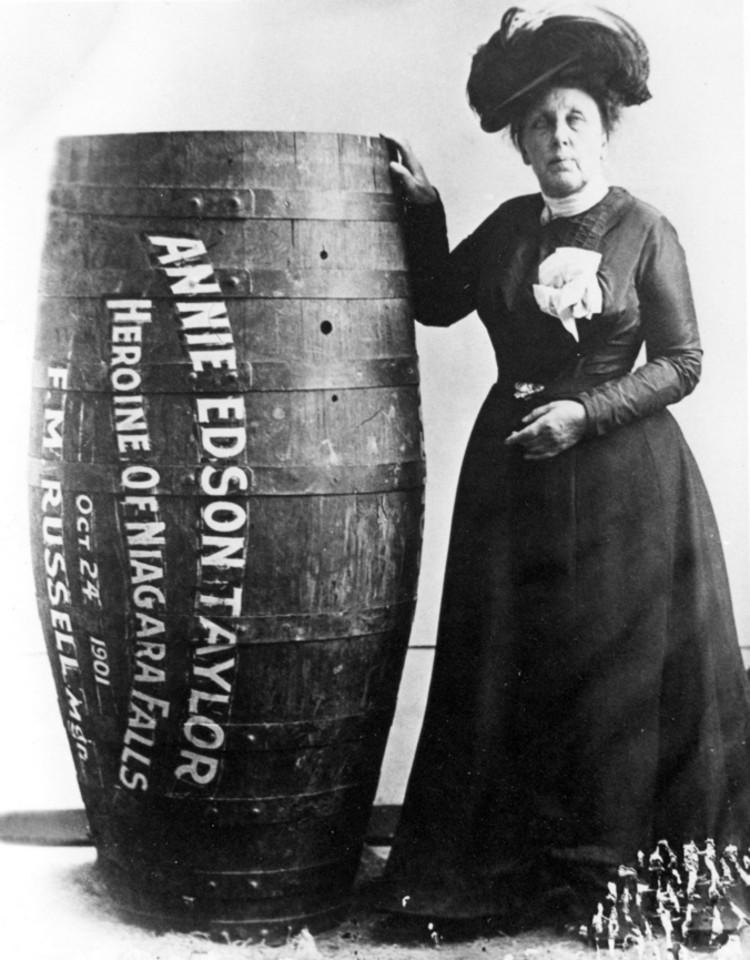
Annie Taylor neben ihrem Fass (1901)

Anna „Annie“ Edson Taylor (* 24. Oktober 1838 in Auburn, New York; † 29. April 1921 in Lockport, New York) war eine US-amerikanische Lehrerin. Sie wurde 1901 als erster Mensch bekannt, der die Befahrung der Niagarafälle in einem Fass überlebt hat.

## Leben
Anna „Annie“ Edson wuchs als eines von acht Kindern eines Mühlenbesitzers in Auburn im US-Bundesstaat New York auf. Nach der High School begann sie ein vierjähriges Studium zur Lehrerin. Während des Studiums heiratete sie David Taylor. Schon 1864 fiel David Taylor im Amerikanischen Bürgerkrieg. Die 25-jährige Witwe zog daraufhin zu Bekannten nach Texas und nahm dort eine Stelle als Lehrerin an. Schon nach kurzer Zeit kehrte sie aber nach New York zurück und versuchte sich als Tanzlehrerin.
In den folgenden Jahren führte Annie Taylor ein unruhiges Leben, reiste quer durch die Vereinigten Staaten und nahm immer wieder neue Stellen als Lehrerin oder Tanzlehrerin an. Ihren anspruchsvollen Lebensstil konnte sie nur durch eine Erbschaft und durch die Unterstützung durch Verwandte sichern. Ende der 1890er Jahre zog Taylor schließlich nach Bay City am Huronsee. Da sie dort keine Anstellung fand, eröffnete sie ihre eigene Tanzschule. Als ihr Unternehmen nicht den erhofften Gewinn einbrachte, zog sie erneut nach Texas, kehrte aber nur wenige Monate später nach Bay City zurück. Da ihre finanziellen Mittel langsam erschöpft waren, suchte sie nach einer neuen Verdienstmöglichkeit. Ein Zeitungsbericht über die Weltausstellung in Buffalo (die Pan-American Exposition) und die Popularität der nahe gelegenen Niagarafälle bei den Besuchern gab Taylor im Juli 1901 eine plötzliche Eingebung: „Geh über die Niagarafälle in einem Fass – noch niemand hat dieses Kunststück geschafft.“

### Die Befahrung der Niagarafälle

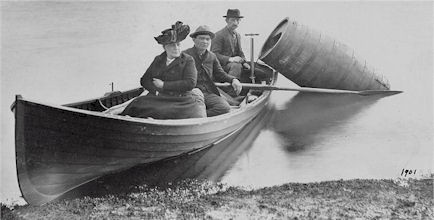
Annie Taylor vor ihrer Fahrt

Seitdem der Franzose Charles Blondin im Jahr 1859 als erster Mensch die Niagarafälle auf einem Hochseil überquert hatte, waren die Wasserfälle ein beliebtes Ziel für Sensationsartisten. Der erste Versuch, die Fälle zu durchschwimmen, scheiterte im Jahr 1883, als der berühmte Langstreckenschwimmer Matthew Webb in den Strudeln des Niagara Rivers ertrank. Ein Eichenfass kam drei Jahre später erstmals zum Einsatz, als der Engländer Carlisle Graham die Stromschnellen der Whirlpool Rapids unterhalb der Fälle passierte. Er wiederholte den Stunt mehrmals, zuletzt im Juli 1901, wagte es aber nicht, die Fälle in dem Fass zu durchfahren.
Basierend auf den Erfahrungen Grahams ließ Annie Taylor ein Fass aus ausgewählten Eichenhölzern in Bay City anfertigen. Das Fass war rund 1,40 Meter lang und hatte einen Durchmesser von 0,9 Metern (4,5 × 3 Fuß). Es wurde mit Kissen gepolstert und zur Stützung des Passagiers mit einem Lederharnisch versehen. Taylor kontaktierte den Promoter Frank M. Russell, der sie nach einigen Bedenken unter Vertrag nahm und ihr Vorhaben Ende September in der Presse bekanntgab. Das Queen of the Mist („Königin des Nebels“) getaufte Fass wurde in einem Probelauf mit einer Katze als Passagier am 18. Oktober 1901 getestet. Ob die Katze diese Reise überlebte, ist nicht bekannt.
Am 24. Oktober 1901, ihrem 63. Geburtstag, stieg Annie Taylor schließlich selbst in das Fass. Taylor wurde von einem kleinen Boot auf eine Insel etwa eine Meile oberhalb der Wasserfälle gebracht. Nachdem sie sich in dem Fass eingerichtet hatte, wurde mit Hilfe einer Fahrradpumpe frische Luft in das Fass gepresst. Das Fass wurde mit einem Korken versiegelt. Damit es während der Reise vertikal ausgerichtet blieb, wurde die Unterseite mit einem Amboss beschwert.
Um 16:05 Uhr wurde das Fass vom Boot gelöst. Es wurde sofort von der Strömung mitgerissen. Nach 18 Minuten erreichte das Fass die Horseshoe Falls auf der kanadischen Seite, wo es dann 53 Meter in die Tiefe stürzte. Nach einer Minute erschien das Fass intakt unterhalb des Wasserfalls. Es wurde durch die Stromschnellen weiter flussabwärts getrieben, bis es um 16:40 Uhr geborgen wurde.

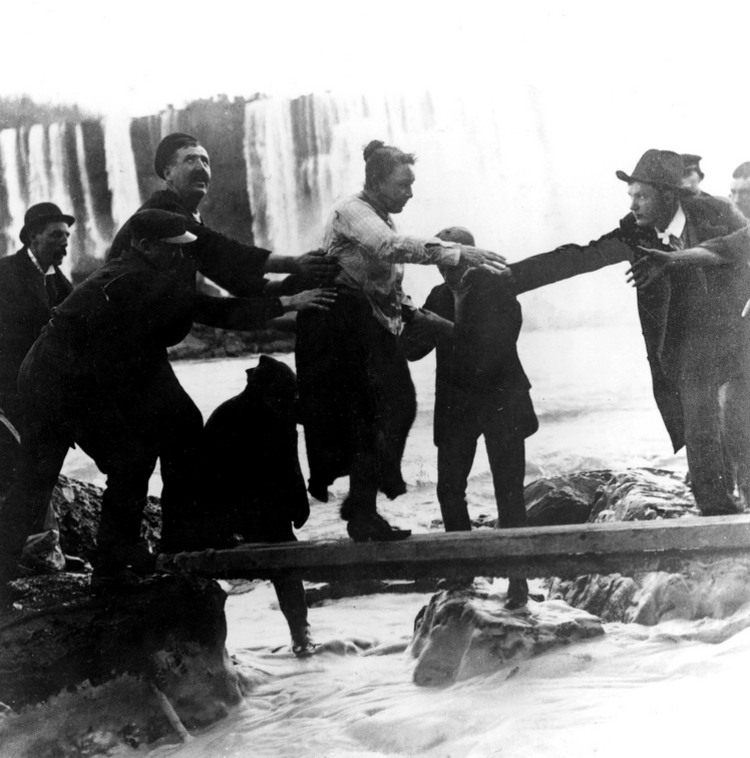
Annie Taylor verlässt ihr Fass nach der geglückten Befahrung

Annie Taylor konnte zur Überraschung der Augenzeugen das Fass aus eigener Kraft verlassen. Sie wurde nach eigenen Angaben bei der Passage der Horseshoe Falls ohnmächtig, war aber wieder bei Bewusstsein, als das Fass geöffnet wurde. Äußerlich war Annie Taylor nur am Hinterkopf verletzt, musste aber wegen eines schweren Schocks im Krankenhaus von Niagara Falls behandelt werden. Unmittelbar nach dem erfolgreichen Stunt gab Taylor erste Interviews. Sie dankte Gott dafür, dass sie diese Fahrt überlebt hatte und warnte jeden davor, dieses Wagnis zu wiederholen.

### Nachruhm
Der geglückte Stunt machte Annie Taylor über Nacht bekannt, doch der Ruhm verblasste auch genauso schnell wieder. Während die lokale Presse von Niagara Falls Taylor als Heldin feierte, waren die New Yorker Zeitungen deutlich distanzierter. Am 2. November 1901 hatte Taylor ihren ersten großen Auftritt nach ihrer Fahrt auf der Pan-American Exhibition in Buffalo, wo sie von tausenden Neugierigen bewundert wurde. Taylor erhielt für diesen Auftritt ein Honorar von 200 Dollar, eine Summe, die nicht einmal ausreichte, ihre Kosten für die Ausführung des Stunts zu decken. Einen Auftritt in Huber’s Museum, einem Kuriositätenkabinett in New York City, lehnte Taylor trotz der angebotenen Gage von 500 Dollar ab, da dieser Auftritt unter ihrer Würde war. Auch einen Auftritt im noch jungen Medium Film lehnte Taylor ab, woraufhin Carlisle Graham ihre Tat vor den Filmkameras nachstellte.
Da inzwischen Annie Taylors wahres Alter bekannt war – sie hatte sich zunächst als 43-Jährige ausgegeben –, fiel es ihrem Manager Frank M. Russell zunehmend schwerer, Engagements für die matronenhafte Witwe zu finden. Im Winter 1901/02 bereiste Taylor mehrere Städte im Osten der Vereinigten Staaten, wo sie in Schaufenstern zusammen mit ihrem Fass und ihrer Katze ausgestellt wurde. Schließlich strandete Taylor zahlungsunfähig in Cleveland, Ohio. Russell setzte sich daraufhin mit dem Fass ab und versuchte sein Glück ohne Annie Taylor. Taylor sah sich ihrer letzten Einnahmequelle beraubt und versuchte, das Fass wiederzufinden. Sie entdeckte es schließlich im Sommer 1902 in einem Theater in Chicago, in dem ohne ihr Wissen ein Schauspiel namens Over the Falls aufgeführt wurde. Nachdem sie durch den Verkauf ihrer Autobiografie wieder etwas Geld erhalten hatte, konnte sie ihr Fass zurückfordern.
Doch auch ihr neuer Manager verschwand nach kurzer Zeit mit dem Fass. Taylor ließ daraufhin eine Nachbildung des Fasses anfertigen, mit dem sie in dem Städtchen Niagara Falls für die Touristen posierte. Da der Verkauf von Souvenirs ihre einzige Einnahmequelle blieb, überlegte Annie Taylor im Jahr 1906, ihre Fahrt zu wiederholen, setzte ihr Vorhaben aber wegen ihres fortgeschrittenen Alters nicht in die Tat um.
Am 25. Juli 1911 gelang es dem Engländer Bobby Leach, Annie Taylors Kunststück zu wiederholen. Er überlebte die Befahrung der Horseshoe Falls in einem Metallfass mit schweren Verletzungen. Leach war als ein 52-jähriger Draufgänger ein deutlich attraktiverer Held für die Medien, der es anders als Taylor auch in Europa zu Ruhm brachte.

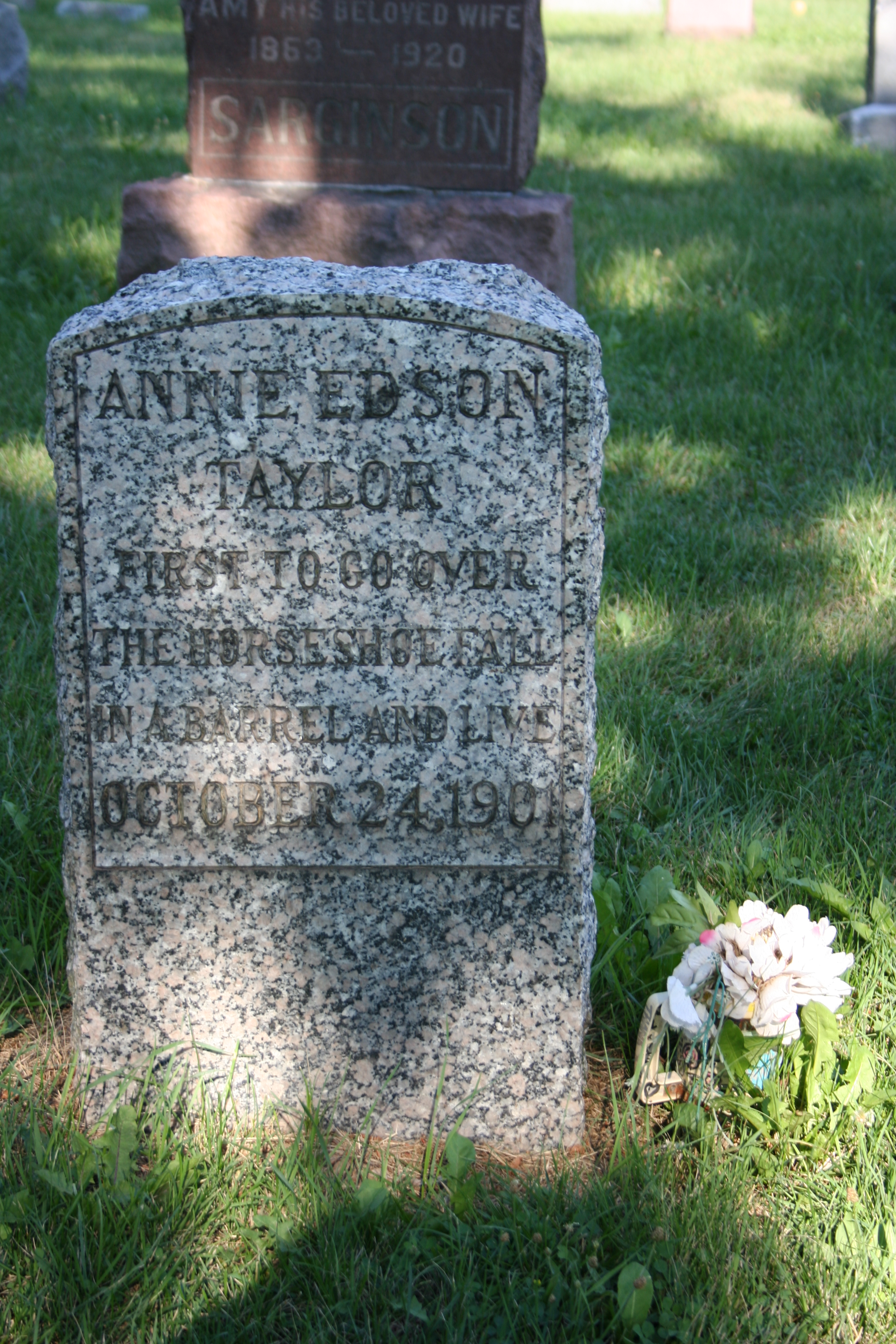
Annie Taylors Grabstein in Niagara Falls

In den letzten zehn Jahren ihres Lebens versuchte sich Annie Taylor trotz verschlechternder Gesundheit als Hellseherin und bot den Touristen an den Niagarafällen Behandlungen mit der neuartigen Elektrotherapie an. Anfang des Jahres 1921 musste sich Taylor in die Obhut des Armenhauses von Lockport begeben. Dort wurde die Presse noch einmal auf die in Vergessenheit geratene Annie Taylor aufmerksam, und sie bekam die Gelegenheit, ihre Lebensgeschichte den Lokalreportern zu erzählen. Am 29. April 1921 starb Taylor. Sie wurde auf dem Friedhof von Niagara Falls neben anderen Sensationsartisten beerdigt.